# Kristian Pulli
Kristian Pulli (ur. 2 września 1994 w Jämsä) – fiński lekkoatleta specjalizujący się w trójskoku i skoku w dal.
W 2013 zdobył w Rieti srebrny medal mistrzostw Europy juniorów. Złoty medalista mistrzostw Finlandii oraz reprezentant kraju w meczach międzypaństwowych (także w skoku w dal). Złoty medalista mistrzostw nordyckich juniorów.
Rekordy życiowe: stadion – 16,07 (13 lipca 2014, Kuortane) / 16,32w (28 czerwca 2014, Jämsä); hala – 15,81 (28 stycznia 2017, Jyväskylä); skok w dal (stadion) – 8,27 (11 czerwca 2020, Espoo) rekord Finlandii; skok w dal (hala) – 8,24 (5 marca 2021, Toruń) rekord Finlandii.

## Osiągnięcia
| Rok  | Impreza                                 | Miejsce    | Konkurencja | Pozycja           | Wynik  |
| ---- | --------------------------------------- | ---------- | ----------- | ----------------- | ------ |
| 2011 | Olimpijski festiwal młodzieży Europy    | Trabzon    | trójskok    | 9. miejsce        | 14,75w |
| 2013 | Mistrzostwa Europy juniorów             | Rieti      | trójskok    | 2. miejsce        | 15,88  |
| 2014 | I liga drużynowych mistrzostw Europy    | Tallinn    | skok w dal  | 3. miejsce        | 7,88   |
| 2015 | Superliga drużynowych mistrzostw Europy | Czeboksary | skok w dal  | 7. miejsce        | 7,69   |
| 2015 | Młodzieżowe mistrzostwa Europy          | Tallinn    | trójskok    | 9. miejsce        | 15,84  |
| 2017 | I liga drużynowych mistrzostw Europy    | Vaasa      | skok w dal  | 2. miejsce        | 7,76   |
| 2017 | Uniwersjada                             | Tajpej     | skok w dal  | el. – 13. miejsce | 7,61   |
| 2018 | Mistrzostwa Europy                      | Berlin     | skok w dal  | el. – 16. miejsce | 7,68   |
| 2019 | Superliga drużynowych mistrzostw Europy | Bydgoszcz  | skok w dal  | 6. miejsce        | 7,91   |
| 2021 | Halowe mistrzostwa Europy               | Toruń      | skok w dal  | 3.miejsce         | 8,24   |
| 2021 | Igrzyska olimpijskie                    | Tokio      | skok w dal  | 9. miejsce        | 7,92   |
| 2022 | Halowe mistrzostwa świata               | Belgrad    | skok w dal  | 11. miejsce       | 7,76   |
| 2022 | Mistrzostwa świata                      | Eugene     | skok w dal  | el. – 26. miejsce | 7,56   |
| 2022 | Mistrzostwa Europy                      | Monachium  | skok w dal  | el. – 14. miejsce | 7,70   |
| 2023 | Halowe mistrzostwa Europy               | Stambuł    | skok w dal  | el. – 9. miejsce  | 7,66   |
| 2023 | I dywizja drużynowych mistrzostw Europy | Chorzów    | skok w dal  | 6. miejsce        | 7,70   |
| 2024 | Mistrzostwa Europy                      | Rzym       | skok w dal  | el. – 15. miejsce | 7,90   |
| 2025 | Halowe mistrzostwa Europy               | Apeldoorn  | skok w dal  | el. – 9. miejsce  | 7,80   |